# Llista d'alcaldes de París
Aquesta és la llista dels alcaldes de París, que exerceixen tant el càrrec municipal com el de presidents del Consell de París.

## Història
Abans de la Revolució Francesa la ciutat de París era dirigida per prebost dels mercaders de París. Durant la presa de la Bastilla el 14 de juliol de 1789 fou assassinat el darrer prebost de París, Jacques de Flesselles davant de l'edifici de l'ajuntament. El primer alcalde de París fou elegit l'endemà.
La ciutat de París també és un departament francès després de l'abolició del departament del Sena. L'alcalde també és president del consell departamental i du a terme les tasques de president de Consell General. Així, quan Jacques Chirac fou elegit alcalde va renunciar al seu càrrec de president del Consell General de la Corresa arran d'un recurs presentat.

## Llista d'alcaldes
| Nom | Nom                           | Nom                           | Dates de mandat        | Dates de mandat        | Partit                | Notes |
| --- | ----------------------------- | ----------------------------- | ---------------------- | ---------------------- | --------------------- | --- |
| Llista d'alcaldes de París després de la Revolució |                               |                               |                        |                        |                       | |
| | Jean Sylvain Bailly           | Jean Sylvain Bailly           | 15 de juliol de 1789   | 18 de novembre de 1791 |                       | Dimití |
| | Jérôme Pétion de Villeneuve   | Jérôme Pétion de Villeneuve   | 18 novembre 1791       | 15 octubre 1792        |                       | Suspès del 6 al 13 de juliol de 1792 Dimití                                                                     |
| | Philibert Borie               |                               | 7 juillet 1792         | 13 juillet 1792        |                       | Alcalde interí                                                                                                  |
| | Antoine René Boucher          |                               | 15 d'octubre de 1792   | 2 de desembre de 1792  |                       | Alcalde interí                                                                                                  |
| | Henri d'Ormesson              |                               | 21 de novembre de 1792 |                        |                       | S'autorecusà.                                                                                                   |
| | Nicolas Chambon               |                               | 1 de desembre de 1792  | 4 de febrer de 1793    |                       | Dimití |
| | Jean-Nicolas Pache            | Jean-Nicolas Pache            | 14 de febrer de 1793   | 10 de maig de 1794     |                       | Detingut |
| | Jean-Baptiste Fleuriot-Lescot | Jean-Baptiste Fleuriot-Lescot | 10 de maig 1794        | 28 de juliol 1794      |                       | Executat el 10 de thermidor any II                                                                              |
| Supressió de l'alcaldia de París de 1794 a 1848 (de la caiguda de Robespierre fins a la Revolució francesa de 1848).                                        |                               |                               |                        |                        |                       | |
| | Louis-Antoine Garnier-Pagès   | Louis-Antoine Garnier-Pagès   | 24 de febrer de 1848   | 5 de març de 1848      |                       | |
| | Armand Marrast                | Armand Marrast                | 9 de març de 1848      | 19 de juliol 1848      |                       | |
| Supressió de l'alcaldia de París de 1848 a 1870 (després de les Jornades de Juny fins a la caiguda de Napoleó III i la proclamació de la Tercera República) |                               |                               |                        |                        |                       | |
| | Étienne Arago                 | Étienne Arago                 | 4 de setembre de 1870  | 15 de novembre de 1870 |                       | |
| | Jules Ferry                   | Jules Ferry                   | 15 de novembre de 1870 | 5 de juny de 1871      | Republicà oportunista | |
| Supressió de l'alcaldia de París de 1871 a 1977 |                               |                               |                        |                        |                       | |
| | Jacques Chirac                | Jacques Chirac                | 20 de març de 1977     | 16 de maig de 1995     | RPR                   | Reescollit en març de 1983 Reescollit en març de 1989 Dimissió en maig de 1995 Elegit President de la República |
| | Jean Tiberi                   | Jean Tiberi                   | 22 de maig de 1995     | 24 de març de 2001     | RPR                   | Succeí Jacques Chirac, elegit president de la República                                                         |
| | Bertrand Delanoë              | Bertrand Delanoë              | 25 de març de 2001     | 5 d'abril de 2014      | PS                    | Primer alcalde socialista de París Reelegit en març de 2008 Minoritari després de la seva primera elecció       |
| | Anne Hidalgo                  | Anne Hidalgo                  | 5 d'abril de 2014      | En curs                | PS                    | Primer alcaldesa de París                                                                                       |